# Gara Tícia
Gara Tícia (Budapest, 1984. október 25. –) magyar sakkozó, női nemzetközi nagymester, háromszoros korosztályos ifjúsági magyar bajnok, ifjúsági világbajnoki bronzérmes, ifjúsági Európa-bajnoki ezüst és bronzérmes, háromszoros felnőtt női magyar bajnok, ötszörös sakkolimpikon.
Testvére Gara Anita szintén erős sakkjátékos, nemzetközi mester, női nemzetközi nagymester.
A Zsigmond Király Főiskola nemzetközi kapcsolatok szakán 2007-ben szerzett diplomát.

## Pályafutása
A Barcza-BEAC SC-ben kezdett sakkozni, nevelőedzője Jakobetz László FIDE-mester volt. Több alkalommal nyert magyar ifjúsági sakkbajnokságot: 1994-ben az U10, 1997-ben és 1998-ban az U14 korosztályban. Az ifjúsági sakk-Európa-bajnokságon 1994-ben az U10, 1995-ben az U12 korosztályban bronzérmet, 1998-ban az U14 korosztályban ezüstérmet nyert. Az ifjúsági sakkvilágbajnokságon 1998-ban az U14 korosztályban bronzérmet szerzett. 1996-ban a korosztályos ifjúsági sakkvilágbajnokságon a 4. helyen, 1997-ben és 2000-ben az 5. helyen végzett.
1999-ben az U16 korosztályos magyar bajnokságon a fiúk versenyében a 2. helyen végzett.
2006-ban, 2007-ben megnyerte a felnőtt magyar női sakkbajnokságot. 2009-ben holtversenyben az 1-2., 2011-ben az 1-3., 2012-ben a 2-3. helyen végzett végzett. 2019-ben megnyerte a kieséses rendszerű bajnokságot.
2000-ben lett női nemzetközi mester (WIM), 2002-ben szerezte meg a női nemzetközi nagymesteri (WGM) címet.
A 2018. novemberben érvényes Élő-pontértéke 2324. Legmagasabb pontértéke a 2012. júliusban elért 2385 volt.
A magyar ranglistán az aktív női versenyzők között 2016. augusztusban a 2. helyen állt.

## Csapateredményei
2000-ben és 2001-ben tagja volt az U18 korosztályos sakkcsapat Európa-bajnokságon mindkétszer ezüstérmet szerzett magyar csapatnak. 2000-ben a mezőnyben a legjobb egyéni eredményt érte el.
2010-ben, 2012-ben, 2014-ben, 2016-ban és 2018-ban is tagja volt a magyar női válogatottnak a sakkolimpián. A 2014-es sakkolimpián a legjobb százalékot elért magyar versenyző volt a csapatban.
Hat alkalommal, 2001, 2007, 2009, 2011, 2013 és 2015-ben szerepelt a sakkcsapat Európa-bajnokságon a magyar válogatottban.
A 2015-ös női MITROPA Kupán az aranyérmet szerzett magyar válogatott legjobb pontszerzőjeként, 100%-os eredménnyel járult hozzá a csapat sikeréhez. 2016-ban tagja volt a bronzérmet szerzett magyar válogatottnak.
A Qubit újságírója.

## Kiemelkedő versenyeredményei
- 1. helyezés: Grosshansdorf (1996)
- 1. helyezés: Oberhof U20 korosztályos nemzetközi lányverseny (1999)
- 1-3. helyezés: Budapest Tavaszi Fesztivál Open (2001)[17]
- 2-3. helyezés: First Saturday IM-A (2002)[18]
- 2-4. helyezés: First Saturday IM (2008)[19]
- 3. helyezés: Magyar nemzetközi női sakkbajnokság, Szeged (2006)[20] - a legjobb eredményt elérő magyarként magyar bajnok
- 2. helyezés: Agria Chess Festival, Eger (2009)[21]
- 1-2. helyezés: Eger Kupa, Eger (2009)[22]
- 2. helyezés: Ács János emlékverseny, Tapolca (2010)[23]
- 1-3. helyezés: Magyar női sakkbajnokság döntő, Szeged (2011)[24]
- 2-3. helyezés: Magyar női sakkbajnokság döntő, Kisvárda (2012)[25]
- 1. helyezés: Magyar női sakkbajnokság (kieséses rendszerű), Budapest, 2019

## Díjai, elismerései
- Az év ifjúsági sportolója (1998)
- "Élen a sportban, élen a tanulásban" cím és elismerő diploma (1998)
- Az év legjobb ifjúsági sakk sportolója (1998)
- Erzsébetváros sportjáért díj (2006)[26]
- Az év magyar sakkozója (2020,[27] 2021[28])